# 天王寺區
天王寺區（日语：／ Tenōji ku */?）是日本大阪市24區的其中之一，位於大阪市中心的東南部區域。東側及南側以大阪環狀線為界，西側以松屋町筋為界，北側以長堀通和千日前通與中央區相鄰。
大阪市南側的主要交通樞紐天王寺車站位於天王寺區的最南端，由於緊鄰阿倍野區，周邊的商業區被稱為「天王寺、阿倍野」地區。

## 歷史
區內的茶臼山發現有推測建於西元5世紀的茶臼山古墳；根據《日本書紀》紀錄，轄內的四天王寺由聖德太子建於593年。
在戰國時代茶臼山上建了大塚城，在17世紀初的大坂之役中，冬之陣和夏之陣中德川家康和真田信繁先後曾將本陣設於此，真田信繁在大坂之役期間建築的真田丸也位於此地，而真田信繁最後也於此地的安井神社戰死。
現在的天王寺區範圍在江戶時代分屬東成郡和西成郡，但都是幕府直轄的領地；1889年實施町村制時，全數被改劃入東成郡，並分屬東平野町、西高津村、清堀村、天王寺村四個行政區。也由於在1889年開始啟用的天王寺車站，逐漸成為大阪市的交通要地；在1897年，這些區域被併入大阪市，分別被劃入東區和南區，1925年這些區域再被分出新設立為天王寺區，此後再於1943年調整邊界將四周邊界拉直，四周分別以大阪環狀線、松屋町筋、長堀通和千日前通為界。

## 交通

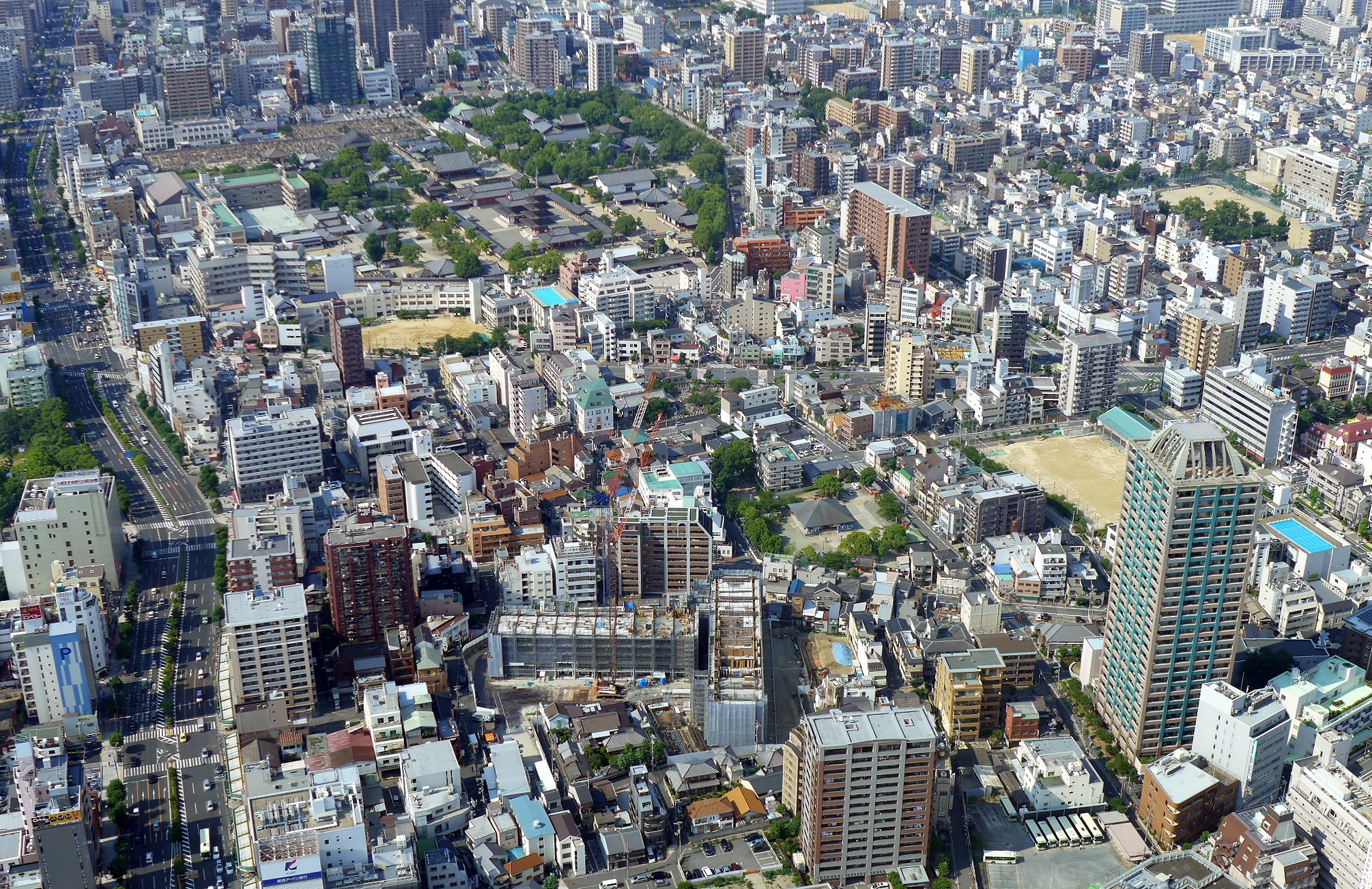
從阿倍野Harukas俯瞰天王寺區，左側為大阪府道30號（谷町筋街），中央的國道25號上方可見四天王寺的伽藍

### 鐵路
西日本旅客鐵道
- 大阪環狀線：天王寺站 - 寺田町站 - 桃谷站 - 鶴橋站 - 玉造站

近畿日本鐵道
- 大阪線（ 奈良線）：大阪上本町站 - 鶴橋站（近鐵站的所在地是生野區）
  - ※大阪阿部野橋站與天王寺站鄰接，所在地位於阿倍野區。

大阪市高速電氣軌道（大阪地下鐵）
- 谷町線：谷町九丁目站 - 四天王寺前夕陽丘站 - 天王寺站
- 千日前線：谷町九丁目站 - 鶴橋站
  - ※御堂筋線天王寺站位於阿倍野區。

### 道路
- 阪神高速道路
  - 14号松原線
    - 天王寺出口
- 長堀通（國道308号）
- 千日前通（大阪府道702号大阪枚岡奈良線）
- 勝山通
- 國道25号
- 松屋町筋
- 谷町筋（大阪府道30号大阪和泉泉南線）
- 上町筋
- 玉造筋

## 名所・遺跡・觀光景點
- 四天王寺
  - 四天王寺本坊庭園（極樂淨土庭園）
- 愛染堂（勝鬘院）
- 誓願寺
- 清水寺
- 太平寺
- 吉祥寺
- 一心寺
- 生國魂神社
- 河堀稲生神社
- 安居神社
- 五條宮
- 天王寺七坂
- 夕陽丘
- 天王寺公園
  - 天王寺動物園
  - 大阪市立美術館
  - 慶澤園
- 真田山公園
- 大阪市立天王寺圖書館

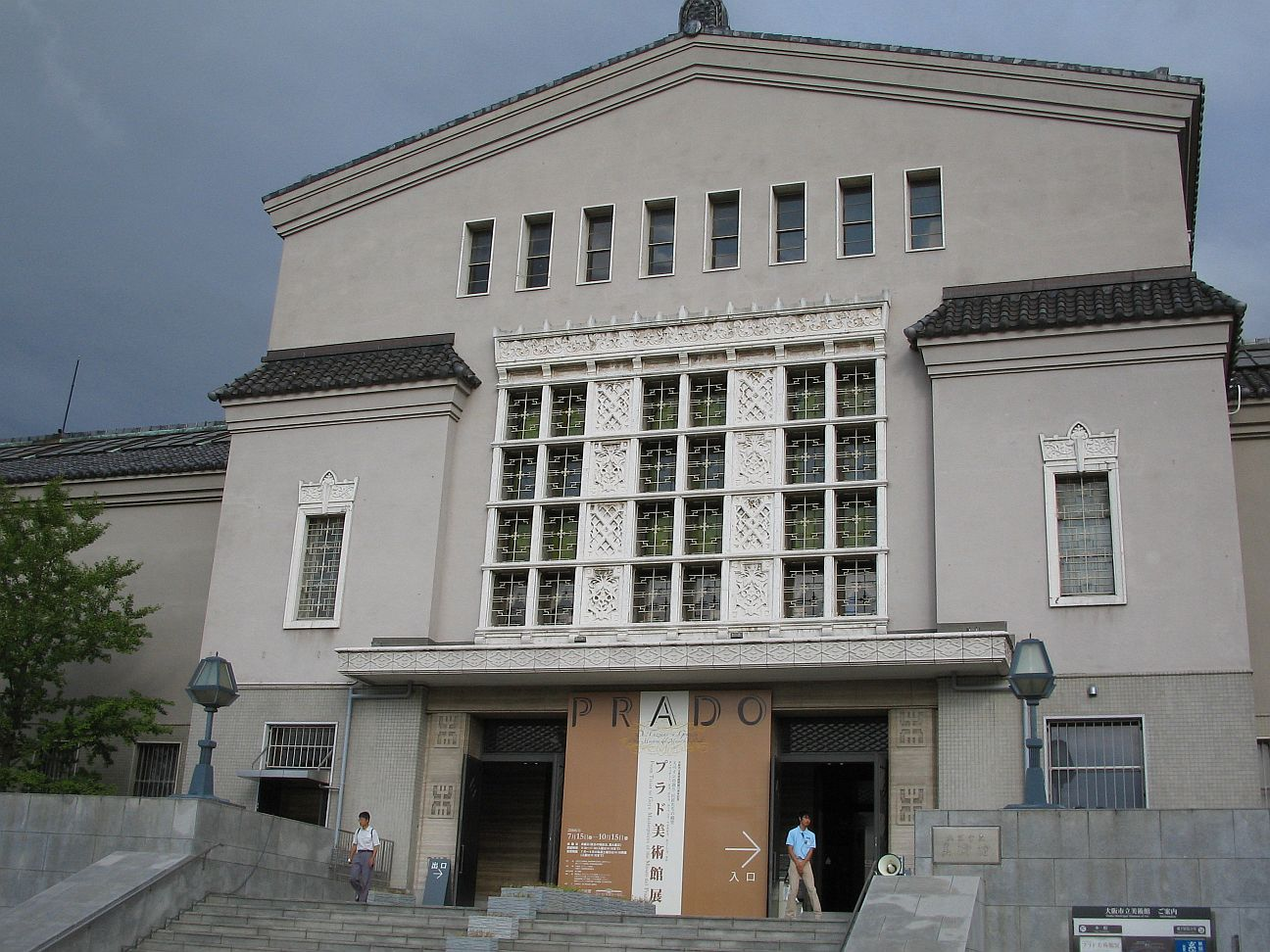
大阪市立美術館

- クレオ大阪中央(大阪市立男女共同参画センター中央館)

## 學校

### 大學
- 大阪教育大學(夜間部)

### 高等学校
| - 大阪教育大學附屬高等學校天王寺校舎 - 大阪府立清水谷高等學校 - 大阪府立高津高等學校 | - 大阪府立夕陽丘高等學校 - 大阪市立天王寺商業高等學校 - 興國高等學校 | - 大阪夕陽丘學園高等學校 |

### 中高一貫校
- 上宮高等學校
- 明星中學校・高等學校
- 清風中學校・高等學校
- 四天王寺中學校・高等學校
- 大阪星光學院中學校・高等學校

### 中學校
- 大阪教育大學附屬天王寺中學校
- 大阪市立高津中學校
- 大阪市立天王寺中學校
- 大阪市立夕陽丘中學校

### 小学校
| - 大阪市立天王寺小學校 - 大阪市立大江小學校 - 大阪市立聖和小學校 | - 大阪市立五条小學校 - 大阪市立桃陽小學校 - 大阪市立生魂小學校 | - 大阪市立味原小學校 - 大阪市立真田山小學校 |

### 専修學校
- 大阪情報専門學校

## 出身名人
| - 世耕弘成（参議院議員） - 浜田昌良（参議院議員） - 花紀京 - 千葉麗子 - 和央葉華 | - 月亭八天 - 北村一輝 - 福留功男 - 織田作之助（作家） - 森村泰昌（美術家） - 渡貫博孝（千葉県佐倉市長） | - 須藤秀澤（寫真家） - 今田耕司 - 杉本有美 - 宮戸洋行 - 入江陵介 - 湊崎紗夏 (韓國團體TWICE成員) |

## 外部連結
- （日語） 天王寺區公所的Facebook專頁
- （日語） 天王寺區公所的X（前Twitter）
- （日語） YouTube上的天王寺區公所頻道